# Johan Cavalli
Johan Cavalli (Ajaccio, Córcega, Francia, 12 de septiembre de 1981) es un exfutbolista francés que jugaba de centrocampista.
Se retiró al finalizar la temporada 2019-20 tras jugar los diez últimos años de su carrera en el A. C. Ajaccio.

## Clubes
| Club                | País       | Año       |
| ------------------- | ---------- | --------- |
| F. C. Lorient       | Francia    | 2002-2003 |
| U. S. Créteil       | Francia    | 2003-2005 |
| R. C. D. Mallorca B | España     | 2005      |
| F. C. Istres        | Francia    | 2005-2007 |
| Watford F. C.       | Inglaterra | 2007      |
| R. A. E. C. Mons    | Bélgica    | 2007-2008 |
| Nîmes Olympique     | Francia    | 2008-2010 |
| A. C. Ajaccio       | Francia    | 2010-2020 |

## Palmarés

### Títulos nacionales
| Título          | Club          | País    | Año  |
| --------------- | ------------- | ------- | ---- |
| Copa de Francia | F. C. Lorient | Francia | 2002 |